# Teeth (canción de Soft Machine)
"Teeth" es una composición instrumental del grupo inglés de jazz fusion Soft Machine. Compuesta por el tecladista Mike Ratledge, es la primera canción del álbum Fourth (1971).
El tema se divide en dos partes, empezando la segunda en el minuto 4:56.

## Personal
- Hugh Hopper – bajo
- Mike Ratledge – Lowrey organo, Hohner piano, piano acústico
- Robert Wyatt – batería
- Elton Dean – alto saxophone, saxello

Músicos adicionales
- Roy Babbington – doble bajo
- Nick Evans – trombón
- Jimmy Hastings – bass clarinet
- Alan Skidmore – saxofón tenor